# Baron Brooke
Baron Brooke, of Beauchamps Court in the County of Warwick, ist ein erblicher britischer Adelstitel in der Peerage of England.

## Verleihung
Der Titel wurde am 29. Januar 1621 durch Letters Patent für den Schatzkanzler Sir Fulke Greville geschaffen. Da dieser verheiratet und kinderlos war, erfolgte die Verleihung mit dem besonderen Zusatz, dass der Titel in Ermangelung eigener männlicher Nachkommen auch an seine Cousins Robert Greville und William Greville und deren männliche Nachkommen vererbbar sei. De iure erbte er beim Tod seines Vaters auch den Anspruch auf den Titel 5. Baron Willoughby de Broke, machte diesen aber nie formell geltend. Bei seinem Tod, 1628, fiel der Anspruch auf die Baronie Willoughby de Broke an seine Schwester Margaret Greville, die Baronie Brooke fiel gemäß der besonderen Erbregelung an seinen Cousin Robert Greville als 2. Baron. Dessen Ur-urenkel, der 8. Baron Brooke, wurde in der Peerage of Great Britain am 7. Juli 1746 zum Earl Brooke, of Warwick Castle, und am 2. April 1760 zum Earl of Warwick erhoben. Die Baronie ist seither ein nachgeordneter Titel des jeweiligen Earls und dessen jeweils ältester Sohn führt als Titelerbe (Heir apparent) seither den Höflichkeitstitel Lord Brooke.

## Liste der Barone Brooke (1621)
- Fulke Greville, 1. Baron Brooke, de iure 5. Baron Willoughby de Broke (1554–1628)
- Robert Greville, 2. Baron Brooke (1607–1643)
- Francis Greville, 3. Baron Brooke († 1658)
- Robert Greville, 4. Baron Brooke (um 1638–1677)
- Fulke Greville, 5. Baron Brooke (1643–1710)
- Fulke Greville, 6. Baron Brooke (1693–1711)
- William Greville, 7. Baron Brooke (1695–1727)
- Francis Greville, 1. Earl of Warwick, 1. Earl Brooke, 8. Baron Brooke (1719–1773)
- George Greville, 2. Earl of Warwick, 2. Earl Brooke, 9. Baron Brooke (1746–1816)
- Henry Greville, 3. Earl of Warwick, 3. Earl Brooke, 10. Baron Brooke (1779–1853)
- George Greville, 4. Earl of Warwick, 4. Earl Brooke, 11. Baron Brooke (1818–1893)
- Francis Greville, 5. Earl of Warwick, 5. Earl Brooke, 12. Baron Brooke (1853–1924)
- Leopold Greville, 6. Earl of Warwick, 6. Earl Brooke, 13. Baron Brooke (1882–1928)
- Charles Greville, 7. Earl of Warwick, 7. Earl Brooke, 14. Baron Brooke (1911–1984)
- David Greville, 8. Earl of Warwick, 8. Earl Brooke, 15. Baron Brooke (1934–1996)
- Guy Greville, 9. Earl of Warwick, 9. Earl Brooke, 16. Baron Brooke (* 1957)

Titelerbe ist der Sohn des aktuellen Titelinhabers, Charles Greville, Lord Brooke (* 1982).